# Eugénie Casanova
Pour les articles homonymes, voir Casanova (homonymie).
Eugénie Casanova (née Hervieu le 21 janvier 1825 à Rouen et décédée le 20 octobre 1908 à Bourges) est une femme de lettres française.

## Biographie
Fille du juriste Louis-Eugène Hervieu et de Louise-Pierrine-Elisabeth de Villers, elle épouse Florent Mayet-Genetry, puis, veuve, Antonio Josué Casanova, d'où est né Raphaël Casanova (1860-1897), médecin-chef des Hospices de Bourges.
Eugénie réside dans son château de Montifaut, près de Bourges.
Elle se consacre à la littérature et sera surnommée « La Muse du Berry » par Émile Deschamps.

## Publications
- Les Croyances du cœur (1864) [lire en ligne]
- Fleurs du souvenir (1901) [lire en ligne]
- Heures de poésie (1903) [lire en ligne]
- Heures de théâtre (1904) [lire en ligne]

### Sources
- Dictionnaire de biographie française, tome VII.